# Angrobia
Angrobia é um género de gastrópode  da família Hydrobiidae.
Este género contém as seguintes espécies:
- Angrobia anodonta
- Angrobia dulvertonensis
- Angrobia dyeriana
- Angrobia grampianensis
- Angrobia petterdi
- Angrobia simsoniana